# Григорий X
Григорий X (лат. Gregorius PP. X, в миру — Теобальдо Висконти, итал. Teobaldo Visconti; ок. 1210, Пьяченца — 10 января 1276) — папа римский с 1 сентября 1271 года по 10 января 1276 года. Был беатифицирован папой Климентом XI в 1713 году. 

## Первый конклав
Теобальдо Висконти, выходец из Пьяченцы. Был итальянцем, но занимал должность архидиакона в Льеже (ныне Бельгия). После смерти Климента IV наступила самая длительная вакансия папского трона. Три года продолжались переговоры кардиналов, разделенных поровну по вопросу о том, кто должен занять папский трон — француз или итальянец. Этот спор был связан с действиями Карла Анжуйского, младшего брата короля Людовика IX. Карл узурпировал трон Сицилии и постоянно вмешивался в политические дела Апеннинского полуострова. Выход был найден, когда граждане Витербо сняли крышу со здания, где собрались кардиналы, и заблокировали выходы, оставив их на хлебе и воде. Более года спустя кардиналы избрали папой отсутствовавшего Теобальдо Висконти, который не был кардиналом и находился в то время в Палестине вместе с крестоносцами. Он хотя и был итальянцем, но провел большую часть своей карьеры к северу от Альп и, таким образом, не был втянут в итальянские политические интриги. Коронация состоялась только 23 марта 1272.

## Второй Лионский собор

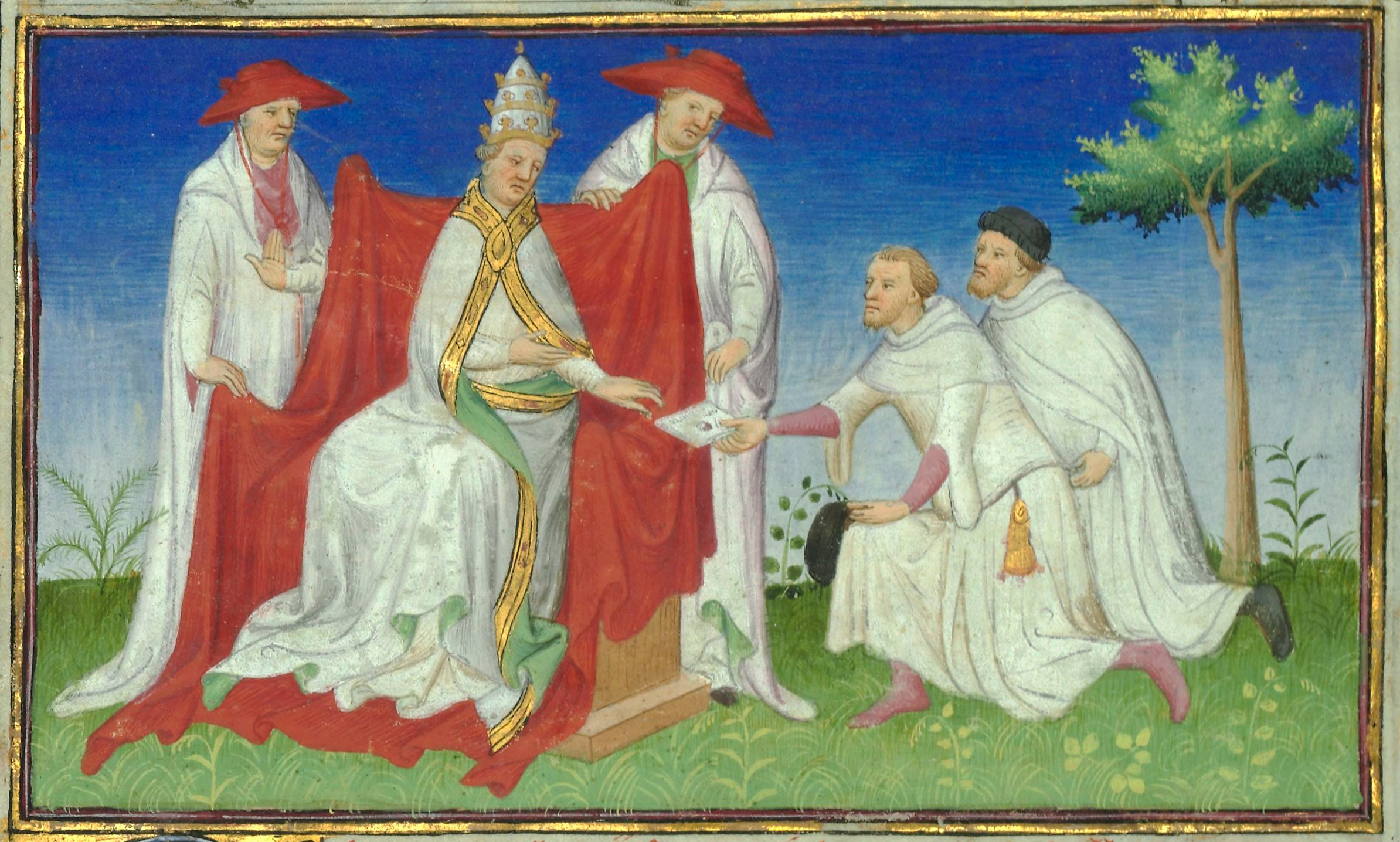
Никколо и Маттео Поло передают письмо от Кубилай-хана папе Григорию X, 1271.

Выбор Григория стал полной неожиданностью для него. Не желая оставлять свою миссию в Палестине, первым делом на папском посту он поклялся отправить помощь крестоносцам. В своем последнем слове в Акко перед отплытием в Италию он заявил: «Если я забуду тебя, Иерусалим, пусть моя правая рука отсохнет» (цитата из 137-го Псалма).
Перед лицом неудавшегося крестового похода, тяжелой ситуации в Латинской империи на Востоке, а также хаоса, который господствовал в Германии, Италии и Сицилии, Григорий Х решил созвать Вселенский собор в Лионе (1274). По замыслу папы он должен был быть самым великолепным из христианских соборов. В Лион съехались около 500 епископов с Запада и Востока, а также множество представителей от европейских королевских дворов. По инициативе папы была сделана попытка объединить восточное и западное христианство. Под нажимом византийского императора несколько представителей восточной церкви согласились пропеть вместе с папой «Верую». Однако до настоящего объединения дело не дошло. Провозглашенная уния носила чисто формальный характер и вызвала бурное недовольство важнейших митрополий восточного христианства. Собор занялся прежде всего актуальными политическими проблемами, раздавая королевские и графские короны. На соборе присутствовала делегация татарского ханства, которая представила план создания общей лиги против турок. До осуществления этого плана дело не дошло, зато один из татарских послов, к радости соборных отцов, крестился.

## Правила Конклава

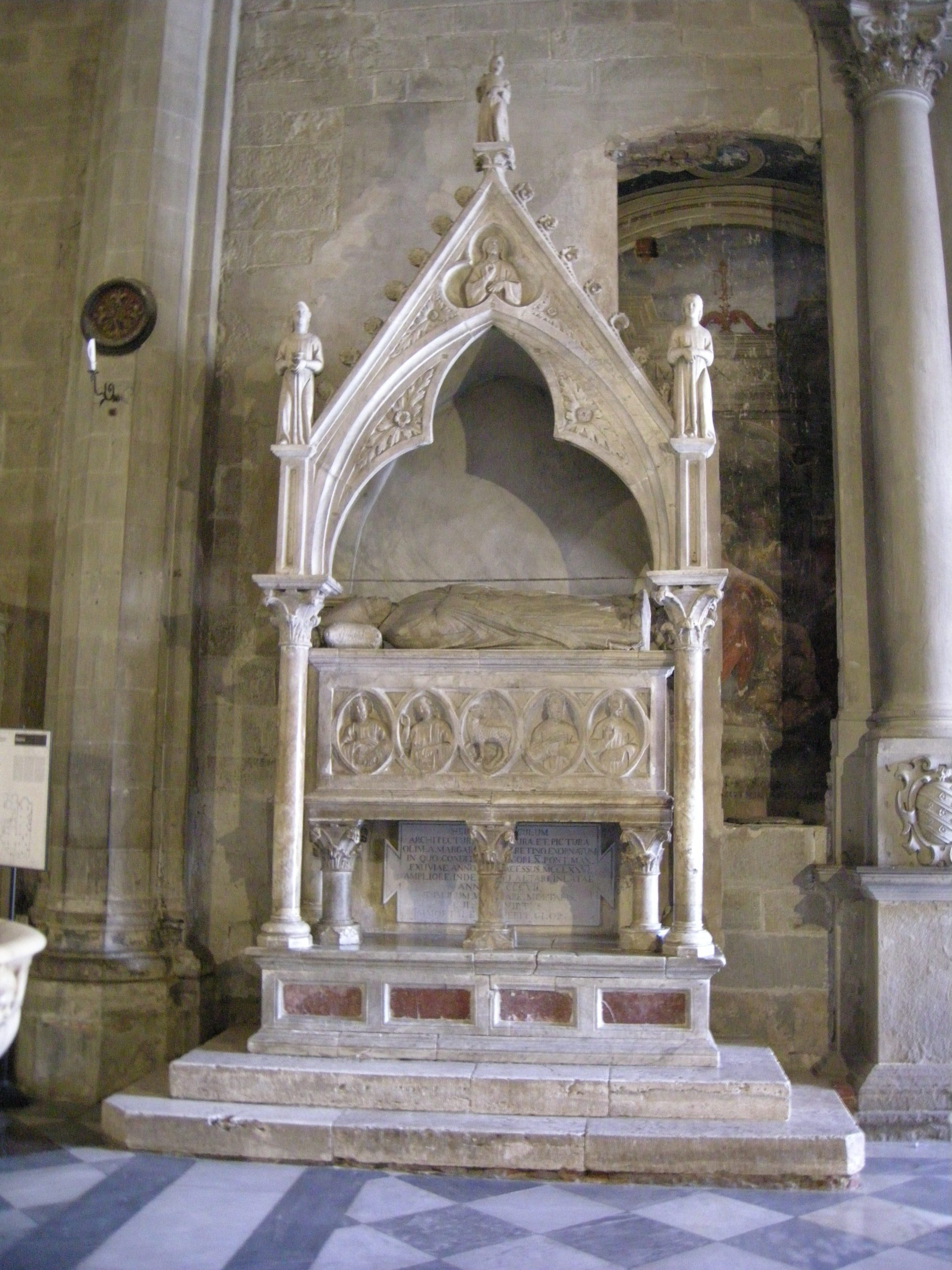
Гробница Григория X в кафедральном соборе Ареццо

Важнейшее постановление собора касалось конклава: после смерти папы кардиналы должны собраться на конклав не позднее чем через 10 дней после его похорон. Во время работы конклава кардиналы должны быть полностью изолированы от окружающего мира и лишены какого бы то ни было личного контакта или переписки с посторонними лицами. Если в течение трех дней они не выберут папу, рацион их питания будет уменьшен. После недели бесплодных совещаний выборщики должны будут довольствоваться хлебом и водой. Другие постановления собора ограничивали чрезмерную концентрацию церковных должностей и доходов. Собор официально признал Рудольфа Габсбурга (1273—1291) германским королём. В работе собора принимал участие выдающийся учёный и теолог францисканец Бонавентура (Джованни Фиданца, 1221—1274), который умер почти накануне окончания заседаний собора. Он был назначен Григорием Х кардиналом-епископом Альбано. Фома Аквинский (1225—1274), также приглашенный на собор, умер по дороге в Лион. Папа умер вскоре после окончания заседаний собора, во время поездки в Ареццо (Италия). В 1713 он был признан Церковью блаженным.

## Дипломатические связи с монголами
Как только он был избран в 1271 году, папа Григорий получил письмо от монгольского хана Хубилая, привезенное Никколо и Маттео Поло после их путешествия в Монголию. Хубилай просил отправить сто миссионеров и часть Благодатного огня из Храма Гроба Господня. Папа смог направить лишь двух монахов и немного масла из лампы из Храма. Монахи вернулись вскоре после отъезда. Братья Поло (на этот раз в сопровождении молодого Марко Поло, которому было тогда 17 лет) вернулись в Монгольскую империю в 1275 году.
Лидер монгольского Ильханата Абака-хан направил делегацию из более чем десятка человек на Лионский собор. После Собора Абака послал другое посольство во главе с братьями-грузинами Вассали для координации будущего крестового похода. Григорий ответил, что его легаты будут сопровождать Крестовый поход и будут нести ответственность за координацию военных операций с Абакой. Однако эти проекты крупного крестового похода, в основном, были забыты со смертью Григория X.

## В кино
- «Марко Поло» (телефильм) — режиссёр Джулиано Монтальдо (США-Италия, 1982); в роли Григория X — Берт Ланкастер
- «Марко Поло» (телесериал) — режиссёры Дэвид Петрарка, Дэниэль Минахан, Алик Сахаров и др. (США, 2016); в роли Григория X — Гэбриэл Бирн